# Empire Exhibition (1938)
Pour les articles homonymes, voir Empire Exhibition.
 (avril 2017).
Si vous disposez d'ouvrages ou d'articles de référence ou si vous connaissez des sites web de qualité traitant du thème abordé ici, merci de compléter l'article en donnant les références utiles à sa vérifiabilité et en les liant à la section « Notes et références ».
L’Empire Exhibition (littéralement, Exposition impériale) de 1938 est une exposition coloniale de l'Empire britannique tenue à Glasgow, en Écosse, de mai à décembre 1938.
Cette exposition coloniale attire 12 millions de visiteurs. Elle marque les cinquante ans de la première grande exposition internationale tenue à Glasgow en 1888 (the International Exhibition).
Une compétition de football, baptisée Empire Exhibition Trophy, est organisée en parallèle et remportée par le Celtic Football Club.